# Гросмюлинген
Гросмюлинген (на немски: Großmühlingen) е от 2007 г. част от общината Бьорделанд (Bördeland) в Саксония-Анхалт, Германия с 1059 жители (към 31 декември 2006).
Споменат е за пръв път като „Mulinga“ в документ от 13 септември 936 г. на крал Ото I. През 803 г. е център на основаното от Карл Велики графство Мюлинген (Grafschaft Mühlingen), което е дадено за пръв път на маркграф Геро I.